# Björneborgs regemente
Björneborgs regemente – fiński pułk piechoty w składzie wojsk szwedzkich m.in. okresu II wojny północnej (1655–1660). Swoją nazwę wziął od Pori (szw. Björneborg).
Sformowany w 1626 na rozkaz króla szwedzkiego Gustawa II Adolfa. Miał wzmocnić siły szwedzkie w czasie trwającej wojny trzydziestoletniej (1618–1648).
W sierpniu 1655 liczył 670 żołnierzy, a jego pułkownikiem był niejaki Pleutner.